# Renata Lesnik
Pour les articles homonymes, voir Leśnik.
Renata Lesnik, née en 1943 en Moldavie et morte le 29 décembre 2013 à Paris est une dissidente soviétique (en) ayant fui l'Union soviétique, réfugiée en France en 1981. Elle est criminologue et essayiste.

## Biographie
Elle est journaliste à Radio Moscou International jusqu'en 1981. Elle est condamnée à mort pour haute trahison sous Youri Andropov.
Avec Hélène Blanc, elle est l'auteur de plusieurs ouvrages sur l'Union soviétique et la Russie contemporaine. Elle a dénoncé un harcèlement de la part de l'état russe post-soviétique sous Poutine à son encontre.

## Thèses
Elle a dénoncé l'infiltration du crime organisé dans la police et le renseignement.

## Publications
- Ici Moscou, Hachette Livre, 1982,  (ISBN 2010089715 et 978-2010089718).
- L'Empire corrompu avec Hélène Blanc, Éditions Robert Laffont, 1990  (ISBN 222106769X)
- Qui abattra Eltsine ?  avec Hélène Blanc, Éditions du Rocher, 1992
- L'Empire de toutes les mafias, avec Hélène Blanc, Presses de la Cité, 1996
- Le mal russe : du chaos à l'espoir avec Hélène Blanc, Éditions l'Archipel, 2000  (ISBN 2841872300)
- KGB Connexion : le système Poutine, Hors Commerce, 2004  (ISBN 2915286159)
- Les prédateurs du Kremlin, 1917-2009  avec Hélène Blanc, éditions du Seuil, 2009  (ISBN 978-2020993913)
- Russia Blues avec Hélène Blanc, Ginkgo éditeur, 2012  (ISBN 978-2846792011)
- Goodbye Poutine : Union européenne, Russie, Ukraine ouvrage collectif sous la direction d'Hélène Blanc avec notamment Renata Lesnik et Françoise Thom, Ginkgo éditeur, 2015  (ISBN 978-2846792417)[4]
- Mariée au KGB, Ginkgo éditeur, 2010.
- La rebelle aux pieds nus, Éditions Hors Commerce.

## Filmographie
- Ainsi parlait... Pliouchtch[5] avec Hélène Blanc et Renata Lesnik, réalisé par Serge Gauthier-Pavlov, L'AUTRE Film production et distribution, 2010

## Liens et références externes
- Ressource relative à l'audiovisuel :   - IMDb
- Notices d'autorité :   - VIAF
  - ISNI
  - BnF (données)
  - IdRef
  - LCCN
  - GND
  - CiNii
  - Belgique
  - Pays-Bas
  - Pologne
  - WorldCat
- Renata Lesnik chez Thierry Ardisson